# Shakin' Stevens
Shakin' Stevens o Shaky, pseudonimo di Michael Barratt (Cardiff, 4 marzo 1948), è un cantautore gallese.
Esponente della musica rock and roll, ha venduto milioni di copie nel Regno Unito negli anni '80, a partire dalla pubblicazione dell'album This Ole House.
Tra i suoi singoli di maggior successo vi sono This Ole House, Green Door, Oh Julie, A Rockin' Good Way e Merry Christmas Everyone.

## Discografia

### Album in studio
- 1970 - A Legend
- 1971 - I'm No J.D.
- 1972 - Rockin' and Shakin'
- 1973 - Shakin' Stevens & Sunsets
- 1975 - Manhattan Melodrama
- 1977 - C'mon Memphis
- 1978 - Shakin' Stevens
- 1980 - Take One!
- 1980 - Marie, Marie
- 1981 - This Ole House
- 1981 - Shaky
- 1982 - Give Me Your Heart Tonight
- 1983 - The Bop Won't Stop
- 1985 - Lipstick, Powder and Paint
- 1987 - Let's Boogie
- 1988 - A Whole Lotta Shaky
- 1990 - There Are Two Kinds of Music... Rock 'n' Roll
- 1991 - Merry Christmas Everyone
- 2007 - Now Listen
- 2016 -  Echoes of Our Times
- 2023 - Re-Set

### Raccolte
- 1984 - Greatest Hits
- 1992 - The Epic Years
- 1996 - The Hits of Shakin' Stevens
- 2005 - The Collection
- 2020 - Fire In The Blood (the definitive collection)